# Passione mortale (film 1990)
Passione mortale (Dangerous Passion) è un film per la televisione statunitense del 1990 diretto da Michael Miller.

## Trama
Poco dopo essere stato assunto come guardia di sicurezza da Lou Jordan, un criminale da quattro soldi. Kyle Western avvia una relazione con Meg, la moglie del malvivente. Ma, Lou è responsabile dell'omicidio di un avvocato, Kyle e Meg ne approfittano per filarsela insieme, inseguiti dagli scagnozzi di Lou.